# Distichophyllum madurense
Distichophyllum madurense là một loài Rêu trong họ Hookeriaceae. Loài này được Thér. & P. de la Varde mô tả khoa học đầu tiên năm 1925.